# Júnior Santos
José Antonio dos Santos Júnior, meglio noto come Júnior Santos (Conceição do Jacuípe, 11 ottobre 1994), è un calciatore brasiliano, attaccante dall'Atlético Mineiro.

## Palmarès

### Club

#### Competizioni statali
- Campionato Cearense: 1

Fortaleza: 2019
- Copa do Nordeste: 1

Fortaleza: 2019
- Campionato mineiro: 1

Atlético Mineiro: 2025

#### Competizioni nazionali
- J2 League: 1

Kashiwa Reysol: 2019
- Campionato brasiliano: 1

Botafogo: 2024

#### Competizioni internazionali
- Coppa Libertadores: 1

Botafogo: 2024

### Individuale
- Capocannoniere della Copa do Nordeste: 1

2019 (8 reti)
- Capocannoniere della Coppa Libertadores: 1

2024 (10 reti)